# Agle Station
Agle Station (Agle stasjon) er en tidligere jernbanestation på Nordlandsbanen, der ligger ved bygden Agle i Snåsa kommune i Norge.
Stationen åbnede 30. november 1929, da banen blev forlænget fra Snåsa til Grong. Den blev gjort fjernstyret og ubemandet 5. december 1985. Betjeningen med persontog blev indstillet 29. maj 1988, hvorefter den tidligere station fik status som fjernstyret krydsningsspor. Betjeningen blev dog genoptaget et års tid fra 28. maj 1995 til 2. juni 1996.
Stationsbygningen blev opført i 1926 efter tegninger af Bjarne Friis Baastad fra NSB Arkitektkontor. Bygningen er af Veggli-typen og opført i træ i laftekonstruktion. Den var oprindeligt indrettet med ventesal, ekspedition og telegraf i stueetagen samt pakhus i en tilbygning, mens det var tjenestebolig på første sal. Bygningen er nu solgt fra.